# 中央文化宫 (乌兰巴托)

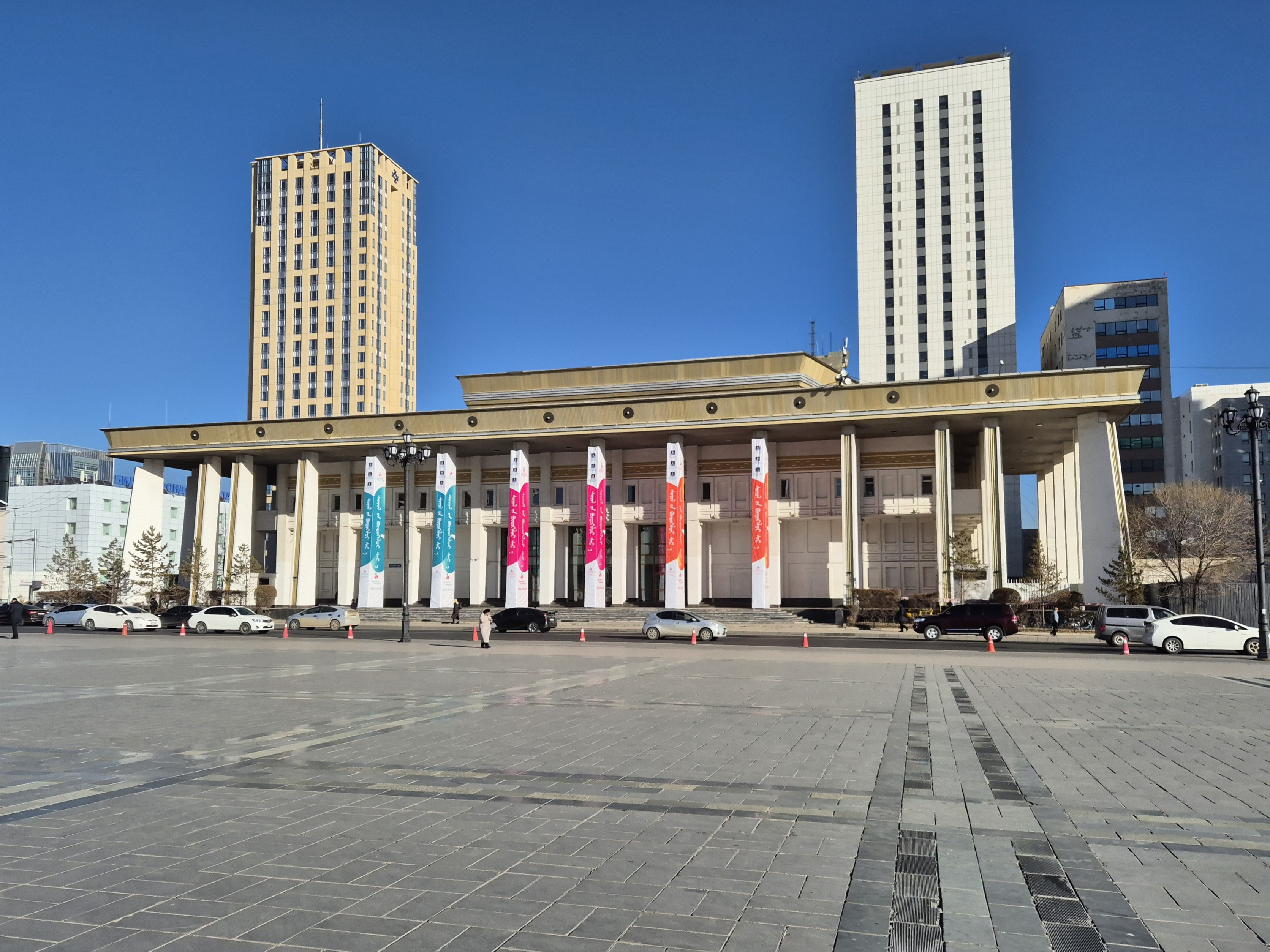
中央文化宫

中央文化宫，是蒙古国首都乌兰巴托苏赫巴托尔广场东侧的一座大型综合性文化建筑。

## 历史
中央文化宫位于苏赫巴托尔广场东侧靠北。其西北侧是国家宫。其南侧是蒙古国家古典艺术剧院。
中央文化宫集合了剧场、电影院、展览馆、博物馆等多项文化功能。比如2012年8月30日，“中国文化月”开幕式在中央文化宫举行，开幕式结束之后，中国河北省艺术团演出了一台杂技文艺晚会。2013年9月23日，“中国吉林文化周”中的“多彩吉林”图片展以及吉林省民间艺术表演在中央文化宫举行。
2012年8月31日晚，“中国文化月”中的中国电影周首映式在中央文化宫举行，放映了电影《赤壁》。中华人民共和国驻蒙古国大使王小龙、蒙中友协主席那·姜仓诺罗布、《赤壁》中饰演孙尚香的赵薇等人出席首映式。在中国电影周期间，共放映6部中国故事片。

## 剧院博物馆
剧院博物馆（英語：Theatre Museum）设在中央文化宫内。1991年国际剧院日（英語：International Day of Theatre）之际，剧院博物馆对外开放。这是一个专业博物馆，展示剧院在蒙古国历史上的发展。展品有蒙古国剧院的老照片和传记，历史文献，书籍和剧本。